# Неуробластом
Неуробластом (НБ) јесте облик рака који се формира у одређеним врстама нервног ткива. Најчешће почиње од једне од надбубрежних жлезда, али се може развити и у глави, врату, грудима, трбуху или кичми. Болест је први пут описана 1800-их.
Симптоми могу укључивати бол у костима, квржицу у стомаку, врату или грудима или безболну плавкасту квржицу испод коже.
Типично, неуробластом настаје услед генетске мутације која се јавља током раног развоја. Ретко, то може бити због наследне мутације. Није утврђено да су фактори животне средине укључени.
Дијагноза се заснива на биопсији ткива. Повремено се може наћи код беба ултразвуком током трудноће. У тренутку постављања дијагнозе, рак се обично већ проширио.
Рак је подељен на групе ниског, средњег и високог ризика на основу узраста детета, стадијума рака и како рак изгледа.
Лечење и исходи зависе од ризичне групе у којој се особа налази. Третмани могу укључивати посматрање, операцију, зрачење, хемотерапију или трансплантацију матичних ћелија. Болест ниског ризика код беба обично има добар исход операцијом или једноставно посматрањем. Међутим, код високоризичних болести, шансе за дуготрајно преживљавање су мање од 40%, упркос агресивном лечењу.
Неуробластом је најчешћи рак код беба и трећи по учесталости карцином код деце после леукемије и рака мозга. Отприлике једно од сваких 7.000 деце је у неком тренутку погођено. Око 90% случајева јавља се код деце млађе од 5 година, а ретко је код одраслих. Од смртних случајева од рака код деце, око 15% је последица неуробластома.

## Историја
Први који је описао ову врсту рака био је Рудолф Вирхов, који је 1864. године, ову врсту рака назвао  глиома. Канцерозни тумори код деце који метастазирају у јетру, плућа и кости описани су крајем 19. и почетком 20. века као: 
- Пеперова болест ( по Вилијаму Пеперу),[6]
- Хачинсонов тумор (по Роберту Хачинсону),[7]
- Аберкромбијев тумор (по Џону Аберкромбију),
- Паркеров синдром (по Р.В. Паркеру),
- Смитов синдром (по Џину Смиту)

Иако сви наведени термини данас имају историјски значај, они се понекад користе за описивање типичних метастаза код НБ.  
Године 1891. Маршанд је хистолошки повезао неуробластом са ганглијама симпатичког нервног система, док је 1914. године Карл Херкхеимер показао да се туморска влакна боје позитивно на неуронске маркере.
Даљи напредак у знању о неуробластому десио се 1927. године, када су Харви Кушинг и С. Бурт Волбах први описали трансформацију неуробластома у ганглионеуром.
Еверсон и Куле су 1966. године приметили да се ова врста туморске трансформације ретко јавља код пацијената старијих од 6 месеци, док су  Д'Ангио и сар. 1971. године описали посебан 4С фенотип (С за посебан). 

## Епидемиологија
Неуробластом чини 6-10% свих карцинома у детињству и 15% смрти од рака код деце. Годишња стопа морталитета је 10 на милион деце у старосној групи од 0 до 4 године, и 4 на милион у старосној групи од 4 до 9 година.
Највећи број случајева је у првој години живота, а неки случајеви су урођени. Старосни распон је широк, укључујући старију децу и одрасле, али се само 10% случајева јавља код људи старијих од 5 година. Велика европска студија известила је да је мање од 2% од преко 4.000 случајева неуробластома било старије од 18 година.

## Етиопатогенеза
Узрок неуробластома није добро схваћен. Велика већина случајева је спорадична и непородична. Око 1-2% случајева се одвија у породицама и повезани су са специфичним мутацијама гена. Породични неуробластом је у неким случајевима узрокован ретким мутацијама заметне линије у гену анапластичне лимфом киназе (АЛК).  Мутације заметне линије у гену PHOX2B или KIF1B  такође су умешане у породични неуробластом. Неуробластом је такође карактеристика неурофиброматозе типа 1 и Беквит-Видемановог синдрома.
Амплификација N-Myc онкогеног протеина унутар тумора је уобичајен налаз код неуробластома. Степен појачања показује бимодалну дистрибуцију: или 3 до 10 пута, или 100 до 300 пута. Присуство ове мутације је у великој мери повезано са узнапредовалим стадијумима болести.
Показало се да дуплирани сегменти ЛМО1 гена унутар ћелија тумора неуробластома повећавају ризик од развоја агресивног облика рака.
Други гени могу имати прогностичку улогу у неуробластому. Биоинформатичка студија објављена 2023. године сугерише да би гени AHCY, DPYSL3, и NME1 могли имати прогностичку улогу у овој болести.
Неуробластом је повезан са варијацијама у броју копија унутар NBPF10  гена, што резултира синдромом делеције  1q21.1  или синдромом дупликације  1q21.1.

### Фактори ризика
Предложено је неколико фактора ризика који су предмет сталних истраживања. Због карактеристичног раног почетка, многе студије су се фокусирале на родитељске факторе око зачећа и током гестације. Иако су резултати истраживања били били неубедљиви,  фактори који су истражени укључивали су:
- занимање (изложеност хемикалијама у одређеним индустријама),
- пушење дувана,
- конзумацију алкохола,
- употребу медицинских лекова током трудноће

Друге студије су испитивале могуће везе са атопијом и изложеношћу инфекцији у раном животном добу, употребом хормона и лекова за плодност,  и употребом фарбе за косу од стране мајке.

## Клиничка слика
Први симптоми неуробластома су често нејасни, што отежава дијагнозу. Умор, губитак апетита, грозница и бол у зглобовима су чести. Симптоми зависе од примарних локација тумора и метастаза ако су присутне:
- У абдомену, рак може изазвати надимање стомака и затвор.

- Рак  у грудима може изазвати проблеме са дисањем.

- Рак који притиска кичмену мождину може изазвати слабост, а тиме и немогућност стајања, пузања или ходања.

- Лезије костију у ногама и куковима могу изазвати бол и храмање.

- Рак  у костима око очију или орбите може изазвати изразите модрице и оток.

- Инфилтрација коштане сржи може изазвати бледило због анемије.

Неуробластом се често шири на друге делове тела пре него што су симптоми очигледни, а 50 до 60% свих случајева неуробластома има метастазе.
Најчешћа локација за настанак неуробластома (примарног рака) је у надбубрежним жлездама. Ово се дешава у 40% локализованих тумора и у 60% случајева широко распрострањене болести. Неуробластом се такође може развити било где дуж ланца симпатичког нервног система од врата до карлице. Учесталости на различитим локацијама укључују: врат (1%), грудни кош (19%), абдомен (30% ненадбубрежне) или карлицу (1%). У ретким случајевима, примарни тумор се не може уочити.
Ретке, али карактеристичне презентације укључују:
- трансверзалну мијелопатију (рак изазива компресију кичмене мождине, 5% случајева),

- пролив отпоран на лечење (тумоска вазоактивна секреција цревних пептида, 4% случајева),
- Хорнеров синдром (тумор грлића материце, 2,4% случајева),
- опсоклонус-миоклонус синдром[26]  и атаксију (сумња на паранеопластични узрок, 1,3% случајева),
- хипертензија (лучење катехоламина или компресија бубрежне артерије, 1,3% случајева).[27]

## Дијагноза
Дијагнозу обично потврђује хируршки патолог, узимајући у обзир клиничку слику, микроскопске налазе и друге лабораторијске претраге. Може настати из било ког елемента нервног гребена симпатичког нервног система (СНС).
Верује се да естезионеуробластом, такође познат као олфакторни неуробластом, настаје из олфакторног епитела и његова класификација остаје контроверзна. Међутим, пошто то није малигнитет симпатичког нервног система, естезионеуробластом је посебан клинички ентитет и не треба га мешати са неуробластомом.

## Диференцијална дијагноза
Велики број неопластичних и ненопластичких лезија може се помешати са неуробластомом. Вилмсов тумор и лимфом су две малигне лезије које се могу заменити са неуробластомом. Ненеопластичне лезије су посебно збуњујуће, у 5-11% неуробластома који не производе метаболичке нуспроизводе катехоламина. Немалигне лезије које се могу помешати са неуробластомом укључују и ганглионеуром и урођени мезобластични нефром.

## Терапија

### Хируршка терапија
Године 1988, Педијатријска онколошка група (ПОГ) објавила је проспективну студију која показује да пацијенти са локализованим неуробластомом који су лечени хируршком екстирпацијом имају двогодишњу стопу преживљавања без болести од 89%.  Поред тога, чинило се да хемотерапија не нуди никакву предност када је резидуална болест присутна код ових пацијената. Дакле, код пацијената са повољном болешћу ниског стадијума, хируршка интервенција је главна терапија. 
Основни циљеви операције су следећи:
- да се утврди  тачна дијагноза

- потпуно уклањање свих примарних тумора

- тачно утврђивање хируршког стадијума

- као терапију за одложену примарну операцију

- уклањање резидуалне болести операцијом другог погледа

Неуробластом високог стадијума не може се лечити хируршки; стога је операција контраиндикована у овом окружењу.
Хирургија игра главну улогу код деце са ниским стадијумом болести и контроверзну улогу код деце са узнапредовалом болешћу (посебно то се односи на обим хируршке ресекције), већ се предлаже мултимодални приступ. 

### Медикаментозна терапија
Хемотерапија са више агенаса повећала је петогодишњу стопу преживљавања на 75% код пацијената млађих од 1 године. Недавно се показало да терапија зрачењем производи супериорну почетну и дугорочну контролу болести када се примењује синергистички са хемотерапијом. 
Пошто се операција користи само за лечење неуробластома ниског стадијума (стадијум 1 и 2), хемотерапија са више агенаса је конвенционална терапија за пацијенте са напреднијим стадијумима неуробластома. Новорођенчад са дисеминираним неуробластомом имају повољан исход комбинованом хемотерапијом и операцијом. Насупрот томе, деца старија од 1 године са неуробластомом високог стадијума имају веома ниске стопе преживљавања упркос интензивној мултимодалној терапији.
Симптоматски третмани (и поред бројних неслагања) су доступни за пацијенте са неуробластомом. Сматра се да је адренокортикални хормон (АЦТХ) прилично ефикасан, иако су неки случајеви отпорни. Плазмафереза и гама глобулин су коришћени у лечењу одабраних пацијената са неуробластомом, али се сматра да хемотерапеутски агенси резултују бољим неуролошким исходима.
Обично коришћени хемотерапеутски агенси укључују цисплатин, доксорубицин, циклофосфамид и епиподофилотоксине (тенипозид и етопозид). Протоколи комбинованих лекова користе стратегије које користе синергизам лекова, механизме токсичности и разлике нежељених ефеката.
Упркос овим различитим комбинацијама лекова, стопа излечења није значајно погођена. Дуготрајно преживљавање код пацијената са метастатским неуробластомом је слабо, можда због обиља непролиферирајућих туморских ћелија. Међутим, хемотерапеутски агенси који се користе за лечење неуробластома смањили су величину примарног тумора, повремено стерилисали коштану срж и, ретко, трансформисали неуробластом у бенигни ганглионеуром.
Тренутни трендови у хемотерапији за лечење неуробластома укључују:
- хемотерапију са већом дозом са секундарном хируршком екстирпацијом,

- мијелоаблативну терапију коришћењем ескалирајућих хемотерапеутских комбинација праћених аутологном инфузијом коштане сржи

- модификаторе биолошког одговора који изазивају различите туморске реакције. и смањење захватања тумора коштане сржи.

Показало се да топотекан, инхибитор топоизомеразе 1, сам или у комбинацији са циклофосфамидом, делује против рекурентног неуробластома. Тајландска студија је пријавила повољан одговор на лечење са минималном токсичношћу код 107 пацијената са високоризичним неуробластомом који су примили шест циклуса следећег индукционог режима:
- Два циклуса топотекана (1,2 мг/м 2 / дан) и циклофосфамида (400 мг / м 2 / дан) током 5 дана, након чега следи цисплатин (50 мг / м 2 / дан) током 4 дана плус

- Етопозид (200 мг/м 2/дан) током 3 дана у трећем и петом циклусу плус

- Циклофосфамид (2100 мг/м 2/дан) током 2 дана у комбинацији са доксорубицином (25 мг/м 2/дан) и винкристином (0,67 мг/м 2/дан) током 3 дана у четвртом и шестом циклусу

Показало се да ретиноиди, природни и синтетички деривати витамина А, ин витро смањују експресију Н-миц мРНА, што зауставља пролиферацију туморских ћелија. Ова запажања су довела до клиничких испитивања дизајнираних да тестирају ефикасност 13-цис-ретиноичне киселине (РА) код деце са релапсом неуробластома. У испитивањима фазе 1 и 2, резултати су били разочаравајући код пацијената са високим туморским оптерећењем; међутим, код пацијената са минималном болешћу, рандомизована испитивања фазе 3 која су укључивала 13-цис РА довела су до побољшаних стопа преживљавања.

### Лечење метастаза
Неуробластом који метастазира у параспиналну регију може се проширити кроз вертебралне отворе и може се манифестовати као компресија пупчане врпце. Ово се јавља код 7-15% пацијената са неуробластомом. Компресија пупчане врпце је хитна медицинска помоћ и треба је лечити агресивно како би се смањио ризик од неуролошког дефицита. Опције за ублажавање компресије пупчане врпце у овим ситуацијама укључују хируршку ресекцију са или без ламинектомије, мултимодалну хемотерапију и терапију спољним зрачењем. У ретроспективном прегледу искуства ПОГ-а, хемотерапија и ламинектомија су биле повезане са сличним стопама неуролошког опоравка, иако је ламинектомија била повезана са већим ортопедским морбидитетом. С обзиром на ове резултате, конзервативни, примарни медицински приступ могао би бити најбоља почетна терапија, са ламинектомијом резервисаном за пацијенте који не реагују на хемотерапију.
Сматра се да је опсоклонус-миоклонус синдром (ОМС) имунски посредован јер 60% пацијената код којих се ово развије у вези са неуробластомом реагује на адренокортикотропни хормон или кортикостероиде. Лечење ОМС-а је недавно проучавано с обзиром на чињеницу да се показало да дугорочни исходи резултирају понављајућим неуролошким симптомима, кашњењем у развоју и менталном ретардацијом. Побољшани дугорочни резултати су приказани код пацијената са неуробластомом који развију ОМС када се лече мултимодалном хемотерапијом.

## Компликације
Стопе хируршких компликација код пацијената са неуробластомом крећу се од 5-25%, у зависности од стадијума тумора. Агресивније примарне абдоминалне екстирпације носе највећу стопу компликација. Инцидентна нефректомија или спленектомија, оперативно крварење, постоперативна интусусцепција и повреда великих судова или нерава су неке од чешћих компликација повезаних са туморима високог стадијума. Бебе са неуробластомом имају значајну предност у преживљавању у односу на све друге старосне групе. Агресивно лечење ове деце је стога оправдано само када имају компликације повезане са оптерећењем тумора (као код Пеперовог синдрома), коагулопатије и бубрежне компромитације.
Интензивни мултимодални третман код пацијената са неуробластомом је резултирао побољшаним стопама преживљавања. Међутим, треба узети у обзир касне ефекте, који могу имати различите и разорне манифестације. Преживеле од рака треба пажљиво пратити у мултидисциплинарним клиникама, са нагласком на дуготрајне последице.
Хирургија и терапија зрачењем могу довести до многих касних ортопедских ефеката, као што су сколиоза, остеопороза и хипоплазија коштаних и меких ткива. 
Хемотерапеутски режими који се користе за лечење неуробластома могу довести до:
- дуготрајне токсичности, укључујући кардиопулмоналну токсичност (антрациклини), ототоксичност (цисплатин), бубрежну инсуфицијенцију (ифосфамид и цисплатин),
- неплодност,
- импотенцију (агенси за алкиловање и радиотерапија),
- секундарне карциноме и
- друге ефекте.

## Прогноза
Неуробластом је и даље један од најфрустрирајућих тумора у детињству за лечење. Иако је тумор опширно проучаван и уложени су велики напори да се обезбеди одговарајућа терапија и постигне излечење, мало је променило прогнозу код оболеле деце у последњих 20 година. Поред тога, неки педијатријски ретроперитонеални тумори не могу се тачно одредити пре операције. Због тога, хирурзи који лече ову децу морају бити упознати са актуелним системима и модалитетима лечења.